# 本町 (横手市)
本町（もとまち）は、秋田県横手市の町丁。郵便番号は013-0018。人口は246人、世帯数は109世帯（2020年10月1日現在）。丁目の設定のない単独町名であり、全域で住居表示を実施している。旧横手市本町・下根岸町・横町・根岸下丁・裏町の各一部。

## 地理
横手地域の中央部に位置し、北東で城西町、東で根岸町、西で二葉町、南で蛇の崎町・大町と隣接する。南東の境を横手川が西に流れ、県道272号御所野安田線の旧道（旧国道13号、羽州街道）が町の中心部を南北に通っている。旧道沿いには1980年時点では商店が立ち並び、横手川以北の商業地域であり、住宅も広がっている。南東部の市道（後述する#都市計画道路）沿いには官公署が多く、横手中央地区交流センター、横手法務合同庁舎が立地するほか、横手幼児園も所在する。
全域が都市計画区域に含まれるが、区域区分非設定区域となっている。都市計画法上の用途地域では羽州街道沿いが近隣商業地域、その東側が第一種住居地域に指定されている。
- 河川：横手川

## 歴史
横手川右岸の朝倉山（通称・お城山）に位置した横手城の城下町として栄えた地域で、現在も横手市の中心市街地の一角を成している。現在の本町は横手川の左岸、武士が住む「内町」に当たる地域の北部（通称・下内町）に位置しており、江戸時代頃から城下町として形成されていった。
この時代における本町とは、現在の横手市本町・蛇の崎町・城西町・幸町を含む地域で、おおむね旧蛇の崎橋から続く羽州街道を北へ折れた道路沿いの町であるが、本町が指す地域には史料によって差がある。現在の本町に当たる地域は表町とも呼ばれ、その西側に並行する町として現在は二葉町に当たる地域が裏町と呼ばれていた。享保13年（1728年）の横手絵図（以下、享保図）において、表町通りは幅9.1m（5間）、裏町通りは幅7.3m（4間）、裏町のさらに裏西の川端通りは幅8.2m（4間半）との記載があり、表町通りの幅が最も広く、格の高い本通りとして設計されていた。
当時、足軽を支配していた高屋五左衛門の家があり、その地には明治・大正期に平鹿郡役所が置かれ、その後は税務署、横手幼児園などが置かれている。

### 都市計画道路
町内には、市立横手病院や横手幼児園の前を通り、県道272号の旧線（旧国道13号でもある）を超えて県道272号の新道に至り、最終的には同市八幡の国道13号へ接続する予定の都市計画道路「八幡根岸線（やわたねぎしせん）」が存在する。
この道路は国道107号の地域振興局入口交差点（北緯39度18分19.25秒 東経140度34分30.93秒）から北上線を超える前郷跨線橋、愛宕大橋、横手南小学校前などを経由して当町に至るものだが、市立横手病院を過ぎたあたりから道路が極端に狭くなり、自動車の通行（特に冬期）、近隣の横手幼児園や横手城南高等学校の通園・通学路として大変不便な状態にあった。市立横手病院を過ぎる前までの道路は漸進的に道路整備が進められてきたが、本区間は多くの民家の移転を伴うため、工事が進んでいなかった。
本区間については2023年頃から民家の移転等の工事が始まり、道路敷設工事が行われることになったが、工事の過程で埋蔵文化財が発見されたことにより、予定より1年遅れての開通が予定されている。2023年夏に秋田県埋蔵文化財センターが試掘したところ、縄文土器や江戸時代の陶磁器、柱穴などが発見され、一体が「本町遺跡」と命名された。

### 町名の変遷
住居表示に関する法律が施行された1962年5月10日以降、旧横手市内においても住居表示が進み、1965年より第一次から第五次にかけて実施された。本地域は第一次地区として1965年4月1日に実施され、現行の本町はここで誕生した。
| 実施後 | 実施年月日     | 実施前                            | 備考 |
| ------ | -------------- | --------------------------------- | ---- |
| 本町   | 昭和40年4月1日 | 本町（一部） もとまち             |      |
| 本町   | 昭和40年4月1日 | 下根岸町（一部） しもねぎしまち   |      |
| 本町   | 昭和40年4月1日 | 横町（一部） よこまち             |      |
| 本町   | 昭和40年4月1日 | 根岸下丁（一部） ねぎししもちょう |      |
| 本町   | 昭和40年4月1日 | 裏町（一部） うらまち             |      |

### 沿革
- 1913年（大正2年）7月14日 - 横手幼児園が開園[27]。
- 1933年（昭和8年）4月 - 横手税務署が、四日町下丁から下根岸町1番地3（現・本町3番30号、横手中央地区交流センター）に移転[28]。
- 1948年（昭和23年）10月1日 - 横手幼児園が認可[27]。
- 1951年（昭和26年）10月15日 - 興産相互銀行（現・北日本銀行）横手支店が、本町3番地に開設[29][30]。
- 1952年（昭和27年）5月 - 法務合同庁舎が、下根岸町1番1号（現・本町2番9号）に設置[31]。
- 1953年（昭和28年）2月 - 興産相互銀行横手支店が、栄通町（現・鍛冶町に移転[29]。
- 1972年（昭和47年）12月22日 - 横手市老人憩いの家「あさひ川荘」が、本町3番32号に設置[32]。
- 1973年（昭和48年）
  - 4月20日[33] - 横手税務署が、前郷（現・旭川一丁目）に移転[28]。
  - 7月16日[33] - 旧横手税務署の建物に横手中央公民館が入居[34]。
- 1978年（昭和53年）1月11日 - 流雪溝が完成[35]。

## 世帯数と人口
2020年（令和2年）10月1日現在の世帯数と人口は以下の通りである。
| 大字 | 世帯数  | 人口  |
| ---- | ------- | ----- |
| 本町 | 109世帯 | 246人 |

### 人口・世帯数の推移
以下は国勢調査による1995年（平成7年）以降の人口の推移。
| 年                 | 人口 |
| ------------------ | ---- |
| 1995年（平成7年）  | 569  |
| 2000年（平成12年） | 477  |
| 2005年（平成17年） | 401  |
| 2010年（平成22年） | 352  |
| 2015年（平成27年） | 285  |
| 2020年（令和2年）  | 246  |

以下は国勢調査による1995年（平成7年）以降の世帯数の推移。
| 年                 | 世帯数 |
| ------------------ | ------ |
| 1995年（平成7年）  | 200    |
| 2000年（平成12年） | 175    |
| 2005年（平成17年） | 171    |
| 2010年（平成22年） | 146    |
| 2015年（平成27年） | 120    |
| 2020年（令和2年）  | 109    |

## 小・中学校の学区
市立小・中学校に通う場合、学区（校区）は以下の通りとなる。
| 番地 | 小学校             | 中学校               |
| ---- | ------------------ | -------------------- |
| 全域 | 横手市立朝倉小学校 | 横手市立横手北中学校 |

## 交通

### 鉄道
鉄道駅はない。最寄り駅は■奥羽本線、■北上線の横手駅。

### バス
羽後交通
- 本町（上台線、横手・大曲線）

横手市循環バス
- 本町

### 道路
- 秋田県道272号御所野安田線

## 施設
- 横手中央地区交流センター（3番30号、旧横手中央公民館・旧横手市女性センター）[42]
1949年11月に「横手町立公民館」として開設、1955年6月から「横手市立中央公民館[43]（横手中央公民館[44]）」の名称となった。1957年1月、旧横手営林署の建物から大町中丁の旧横手市教育委員会の建物へ移転、旧横手市役所庁舎を経て、1968年に南町の横手市民会館へ開館と当時に併置[43][44]。1973年7月に現在地の旧横手税務署の建物へ移転した[43]。その後、この跡地に建設された旧労働省所管の施設「働く婦人の家」に併置[44]。働く婦人の家は後に横手市女性センターとなり、2023年4月1日から公民館の名称が「横手地区交流センター」に[45]、女性センターは2024年3月の条例改正に伴い廃止された[46]。
- 横手法務合同庁舎（2番9号）[47]
  - 自衛隊秋田地方協力本部 横手地域事務所
  - 秋田地方検察庁横手支部 横手区検察庁・湯沢区検察庁
- 横手幼児園（2番17号）[48]

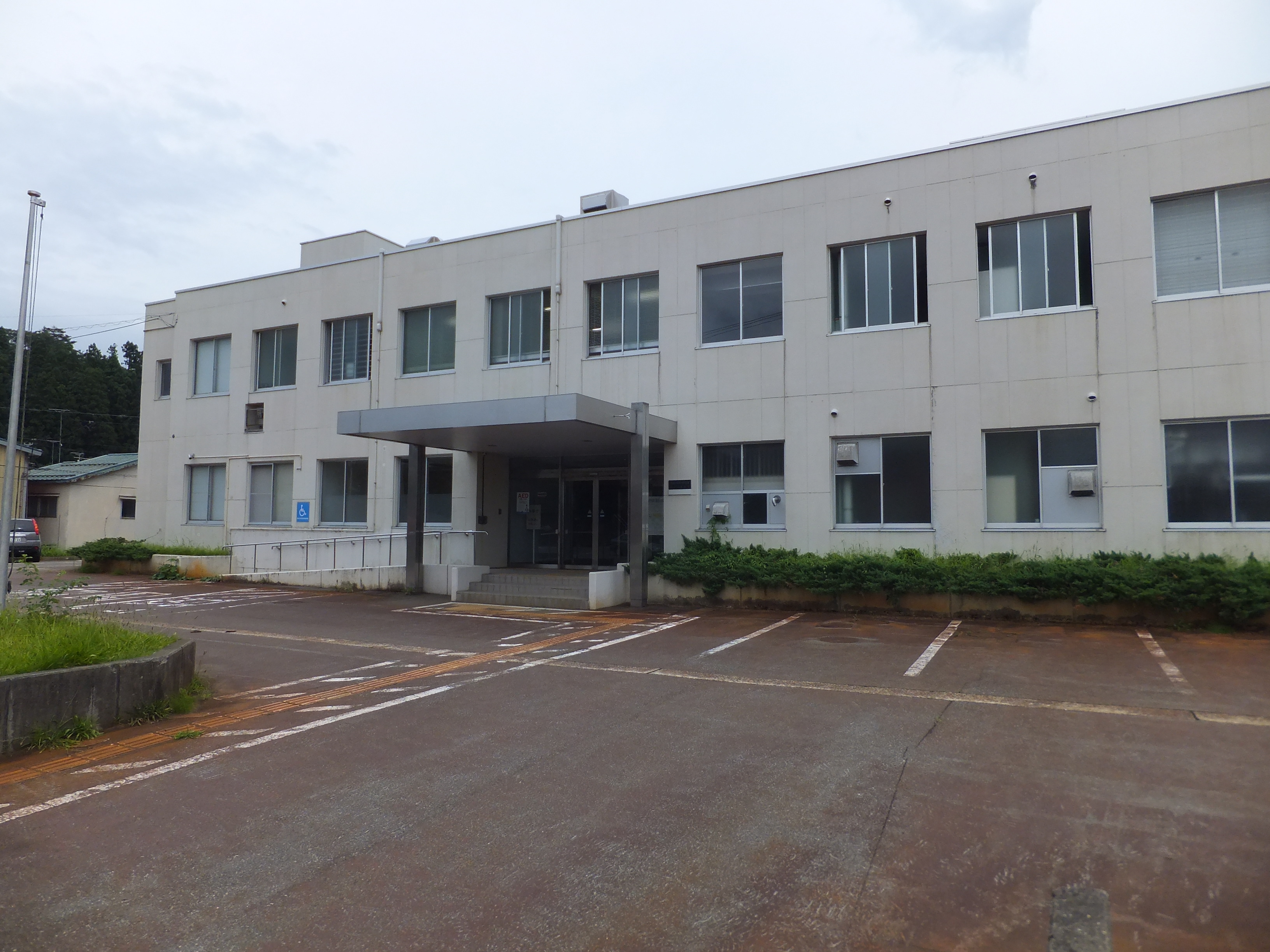
横手法務合同庁舎
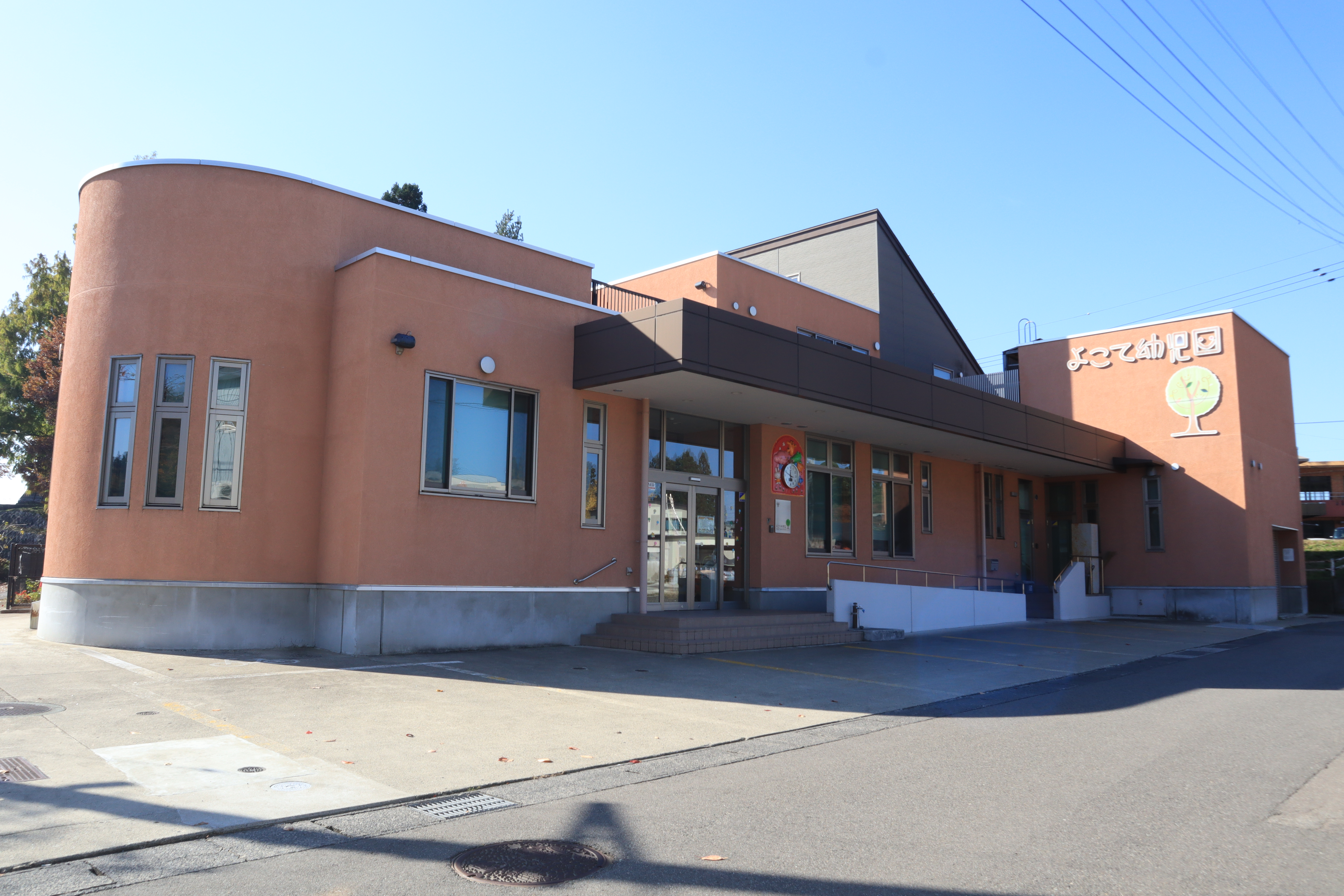
横手幼児園